# Петренко, Николай Антонович
Николай Антонович Петренко (16 июля 1923, Чернянка — 1943) — советский военнослужащий, участник Великой Отечественной войны, Герой Советского Союза.

## Биография
Родился 16 июля 1923 года в слободе Чернянка Чернянской волости Новооскольского уезда Курской губернии (ныне административный центр Чернянского района Белгородской области Российской Федерации) в крестьянской семье. Украинец.
Окончил начальную школу. До войны работал кузнецом в местном колхозе. В ряды Рабоче-крестьянской Красной Армии призван в сентябре 1941 года. В действующей армии с 1942 года. Воевал на Сталинградском, Брянском, Воронежском и 1-м Украинском фронтах. За отличие в боях был награждён орденом Красного Знамени и медалью «За отвагу».
Разведчик 272-го гвардейского миномётного полка 6-го гвардейского танкового корпуса 3-й танковой армии Воронежского фронта гвардии красноармеец Н. А. Петренко особо отличился во время форсирования Днепра и в боях за плацдарм на его правом берегу. 22 сентября он переправился через реку у села Григоровка под Каневом, разведал передний край обороны противника и выявил его огневые точки, которые в дальнейшем были уничтожены огнём дивизиона. 29 сентября во время контратаки немцев огнём из автомата и в рукопашной схватке истребил до взвода вражеских солдат.
За доблесть и мужество, проявленные в боях на правом берегу Днепра 1 ноября 1943 года был представлен к званию Героя Советского Союза. Но получить награду ему было не суждено. По свидетельству однополчанина старшего лейтенанта Н. Н. Федоренко в одном из боёв за плацдарм в ноябре 1943 года был тяжело ранен и в критическом состоянии эвакуирован а левый берег Днепра. Дальнейшая его судьба осталась неизвестной. По информации из картотеки Героев Советского Союза числится пропавшим без вести в ноябре 1943 года. Его имя также значится среди имён советских солдат, похороненных в братской могиле в селе Григоровка Каневского района Черкасской области Украины.
Указом Президиума Верховного Совета СССР «О присвоении звания Героя Советского Союза генералам, офицерскому, сержантскому и рядовому составу Красной Армии» от 10 января 1944 года за «образцовое выполнение боевых заданий командования на фронте борьбы с немецко-фашистскими захватчиками и проявленные при этом отвагу и геройство» удостоен звания Героя Советского Союза.